# Piercing à l'arcade

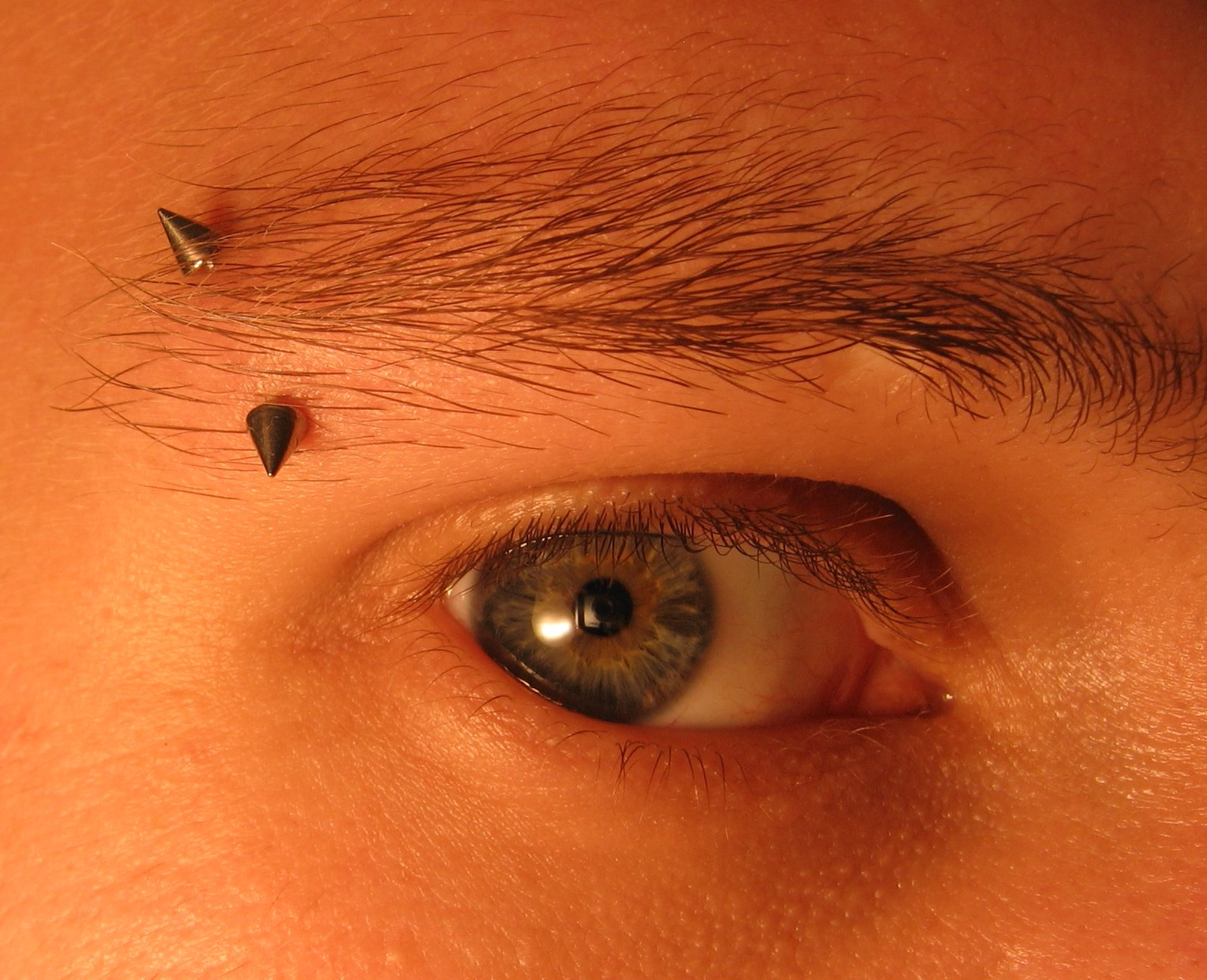
Micro-banane à l'arcade.

Le piercing à l'arcade est un type de piercing de surface relativement courant. C'est une perforation visible au visage qui perce la peau au niveau de l'arcade sourcilière. Le piercing de l'arcade est généralement un barbell, une micro-banane et ou un anneau en diamètre 1,2 mm placé à la verticale du sourcil.

## Cicatrisation

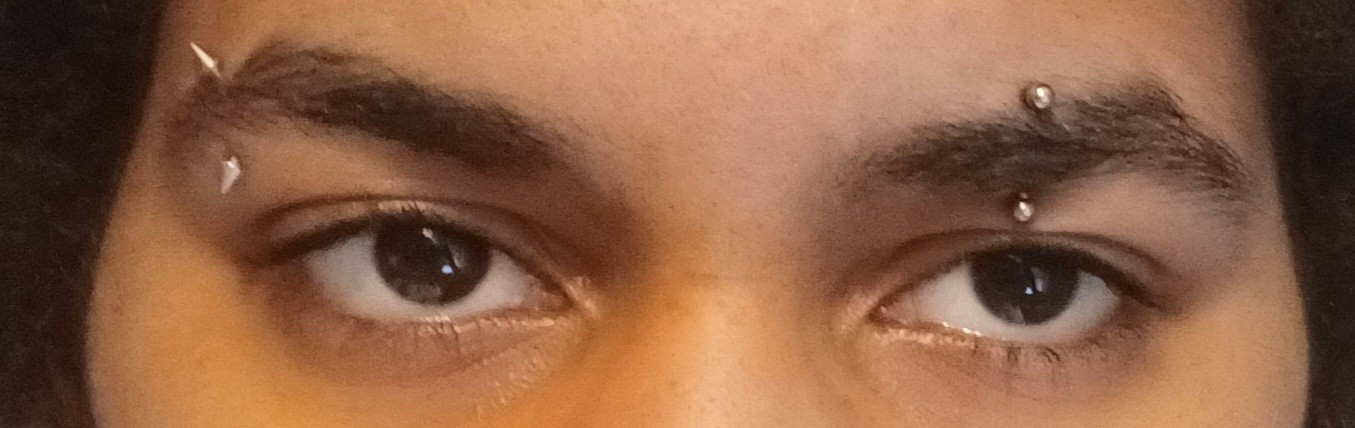
Double piercing à l'arcade

Généralement les piercings à l’arcade prennent 6 à 8 semaines pour cicatriser, mais ils sont facilement irritables, souvent par des contacts ou accrochages occasionnels de son porteur, ce qui peut mener à une nouvelle période de cicatrisation ou à un allongement de la période de cicatrisation en cours.
Au cours de la période de cicatrisation, le piercing peut se refermer en quelques minutes ou quelques heures si le bijou est retiré et il devient alors très difficile voire impossible de le remettre par la suite. C'est pour cette raison qu'il est recommandé de ne pas le retirer pendant les 2 premiers mois. Au bout d'un an, le bijou peut être généralement retiré pendant une durée plus longue (une demi-journée à une journée) variant suivant les individus. Il est alors recommandé de faire des tests pour s'assurer de la durée pendant laquelle il peut être retiré puis remis.